# Avadhara
Avadhara (georgiska: ავადჰარა) är ett vattendrag i Georgien. Det ligger i regionen Abchazien, i den nordvästra delen av landet. Avadhara mynnar som högerbiflod i Lasjipse, som i sin tur mynnar i sjön Ritsa.